# 埃姆拉赫·库什
埃姆拉赫·库什（土耳其語：Emrah Kuş，1988年10月13日—），土耳其男子摔跤运动员。他曾代表土耳其参加世界摔跤锦标赛，获得一枚银牌和一枚铜牌。他也曾参加2015年欧洲运动会。